# Březnice (ort i Tjeckien, Södra Böhmen)
Březnice är en ort i Tjeckien.   Den ligger i regionen Södra Böhmen, i den centrala delen av landet, 90 km söder om huvudstaden Prag. Březnice ligger 423 meter över havet och antalet invånare är 199.
Terrängen runt Březnice är platt. Runt Březnice är det glesbefolkat, med 12 invånare per kvadratkilometer. Närmaste större samhälle är Bechyně, 5,9 km nordväst om Březnice. Trakten runt Březnice består till största delen av jordbruksmark.